# Quartiere ebraico di Messina
Il quartiere ebraico o giudecca di Messina fu un quartiere della città di Messina, popolato quasi esclusivamente da ebrei, corrispondente ad oggi all’area urbana compresa nel quadrilatero delimitato dalle vie: T.Cannizzaro, Centonze, S.Filippo Bianchi, C.Battisti.

## Storia
La giudecca di Messina si trovava all'incirca tra la zona del Duomo ed il torrente portalegni (oggi identificato con la Via Tommaso Cannizzaro), in particolare corrisponde ad oggi all’area urbana compresa nel quadrilatero delimitato dalle vie: T.Cannizzaro, Centonze, S.Filippo Bianchi, C.Battisti.   Dove oggi sorge il Rettorato dell'Università degli studi di Messina, si trovava nel medioevo la strada della Sinagoga. L'attuale via Cardines (alle spalle della Chiesa dei Catalani) un tempo veniva chiamata "Via della Giudecca" poiché attraversava il quartiere ebraico. Era presente fino al XVIII secolo anche una porta, chiamata "Porta della Giudecca" ubicata in corrispondenza dell’attuale is.188 di via Cesare Battisti.
Si crede che dall'epoca romana in poi fosse andato formandosi a Messina il nucleo più antico di una comunità ebraica in Sicilia, ma le prime notizie attendibili della presenza ebraica a Messina risalgono all'XI secolo.
Nel 1171, la comunità ebraica di Messina era composta da circa 200 nuclei familiari; nel 1453 si contavano circa 180 famiglie, e al momento dell'espulsione o conversione del 1492 (tramite il decreto dell'Alhambra)  il numero di persone superava le 2400 unità. Gli ebrei messinesi erano impegnati in diverse attività artigianali e produttive: trattavano e filavano la seta, lavoravano i metalli, conciavano le pelli e si occupavano della tintura dei tessuti. Inoltre, avevano un ruolo importante nel commercio, sia dei beni da loro stessi prodotti, sia di articoli come stoffe e spezie; in misura minore, commerciavano anche schiavi e zucchero.All’interno della comunità si distinguevano alcune famiglie di rilievo, in particolare dinastie di medici come i Bonavoglia e i Faccas. 
La città di Messina, all'epoca una delle metropoli portuali più importanti d'Europa, era caratterizzata da una rara varietà di culture e religioni. Ospitava praticanti di fede non solo cattolica ed ebraica, ma anche ortodossa e musulmana, e la convivenza non era semplice. Tuttavia rispetto alle altre città siciliane e mediterranee, a Messina gli ebrei potevano godere di maggior tolleranza, grazie alla cultura ed all'apertura mentale dei messinesi di quei tempi, abituati tramite il porto, ad ospitare genti provenienti da tutta l'Europa, dall'Africa e dal vicino oriente. 
Secondo una leggenda sorta nel Seicento, nel 1347 la sinagoga sarebbe stata trasformata nella chiesa della Candeloja (poi demolita) come punizione per un presunto omicidio rituale commesso da alcuni membri della comunità ebraica. In particolare si dice si fosse trattato di un'orribile crocifissione di un fanciullo cristiano, il giorno di Venerdì Santo. In seguito a tale accusa, alcuni ebrei sarebbero stati decapitati e le loro teste esposte pubblicamente. Con questo racconto, gli eruditi locali cercarono di giustificare la presenza di una lapide, chiamata "Pietra dei Giudei" che fu apposta sulla facciata del Duomo. Di tale lapide il gesuita Placido Samperi nel 1644 attestava che vi fosse incisa la frase: ”Signum Perfidorum Iudaeorum”. Tale lapide a seguito delle calamità naturali e belliche subite dalla città di Messina, è arrivata ai giorni nostri gravemente danneggiata e quasi illegibile. Secondo alcuni il marmo è stato volutamente corroso proprio in corrispondenza della parola Iudaeorum, forse dagli stessi ebrei per coprire l'infamia attribuitagli. Dell’intera frase oggi si leggono chiaramente solo le seguenti lettere: SIGNUM P..RFIDO… IU.....M.
Nel 1492 in seguito al decreto dell'Alhambra gli ebrei furono costretti a convertirsi al cristianesimo o in alternativa ad abbandonare i territori governati dalla corona di Aragona. Molti ebrei rimasero a Messina convertendosi, e nel corso dei secoli successivi quelle che un tempo erano famiglie ebraiche persero traccia della loro ascendenza. Motivo per cui oggi molti messinesi potrebbero essere dei loro discendenti senza saperlo. Tra i cognomi messinesi probabilmente appartenenti ai discendenti di ebrei, possiamo citare: Bonanno, Bruno, Costantino, oppure i cognomi che richiamano ai nomi di luoghi, come: Messina, Catania, Noto, Ragusa, Siracusa, Milazzo, Cosenza. Sappiamo infatti che una tradizione tipica degli ebrei era quella di assumere cognomi che identificassero un luogo in cui si erano stabiliti, anche se va specificato che non era un'abitudine esclusivamente loro, ma poteva essere adottato un cognome simile anche da genti non ebraiche. Altri cognomi spesso usati da famiglia ebree sono quelli che fanno riferimento a personaggi biblici: Davide o David, Giacobbe, Salomone, Adamo o Addamo, Abramo, Rebecca o Rebecchi, Sansone, Sajia o Isajia, Raffaele.